# Grube Elisa
Die Grube Elisa ist eine ehemalige Buntmetallerz-Grube des Bensberger Erzreviers in Bergisch Gladbach. Das Gelände gehört zum Stadtteil Bärbroich. Der Hauptbetriebspunkt lag zwischen Bärbroich und Oberselbach in der Nähe der Ansiedlung Stockberg.

## Geschichte
Das Grubenfeld Elisa wurde am 28. Dezember 1854 unter dem Namen Shakespeare auf Zink- und Bleierze gemutet. Bereits vor dem Jahr 1860 war die Verleihung zuerkannt aber wegen Feldesstreitigkeiten nicht erteilt worden. Die Verleihung auf den Namen Elisa erfolgte am 3. November 1866 an den Bergwerksdirektor Henry Dubois.

## Betrieb und Anlagen
Über die Betriebstätigkeiten der Grube ist nichts bekannt. Offenbar hat kein nennenswerter Bergbau stattgefunden. Der Erzgang gilt von daher als „ungebaut“. Im Gelände sind allerdings noch Spuren von Bergbau zu finden. Nördlich von Stockberg findet man in einem Siefen die Relikte der Grube Elisa.